# Galathea whiteleggii
Galathea whiteleggii is een tienpotigensoort uit de familie van de Galatheidae. De wetenschappelijke naam van de soort is voor het eerst geldig gepubliceerd in 1906 door Grant & McCulloch.